# المصرية العامة للسياحة والفنادق
الشركة المصرية العامة للسياحة والفنادق أو إيجوث هي شركة حكومية مصرية تابعة للشركة القابضة للسياحة والفنادق والتجارة إحدى شركات وزارة قطاع الأعمال العام، أنشأت سنة 1976، تعمل في مجال إدارة وتشغيل الفنادق، تمتلك 14 فندق داخل مصر بطاقة فندقية 3760 غرفة، وخمسة معاهد تعليمية عليا للتعليم في مجال السياحة والفندقة.

## الفنادق التابعة
تمتلك الشركة عدة فنادق داخل مصر من أهمهم:
| - فندق شبرد بالقاهرة. - فندق كوزموبوليتان بالقاهرة. - قصر عزيزة فهمي. - فندق ريتاك العريش. |  | - فندق كونتيننتال بالقاهرة. - نايل ريتز كارلتون بالقاهرة. - فندق فلسطين بالإسكندرية. - منتجع ميريديان بدهب |

## معرض الصور

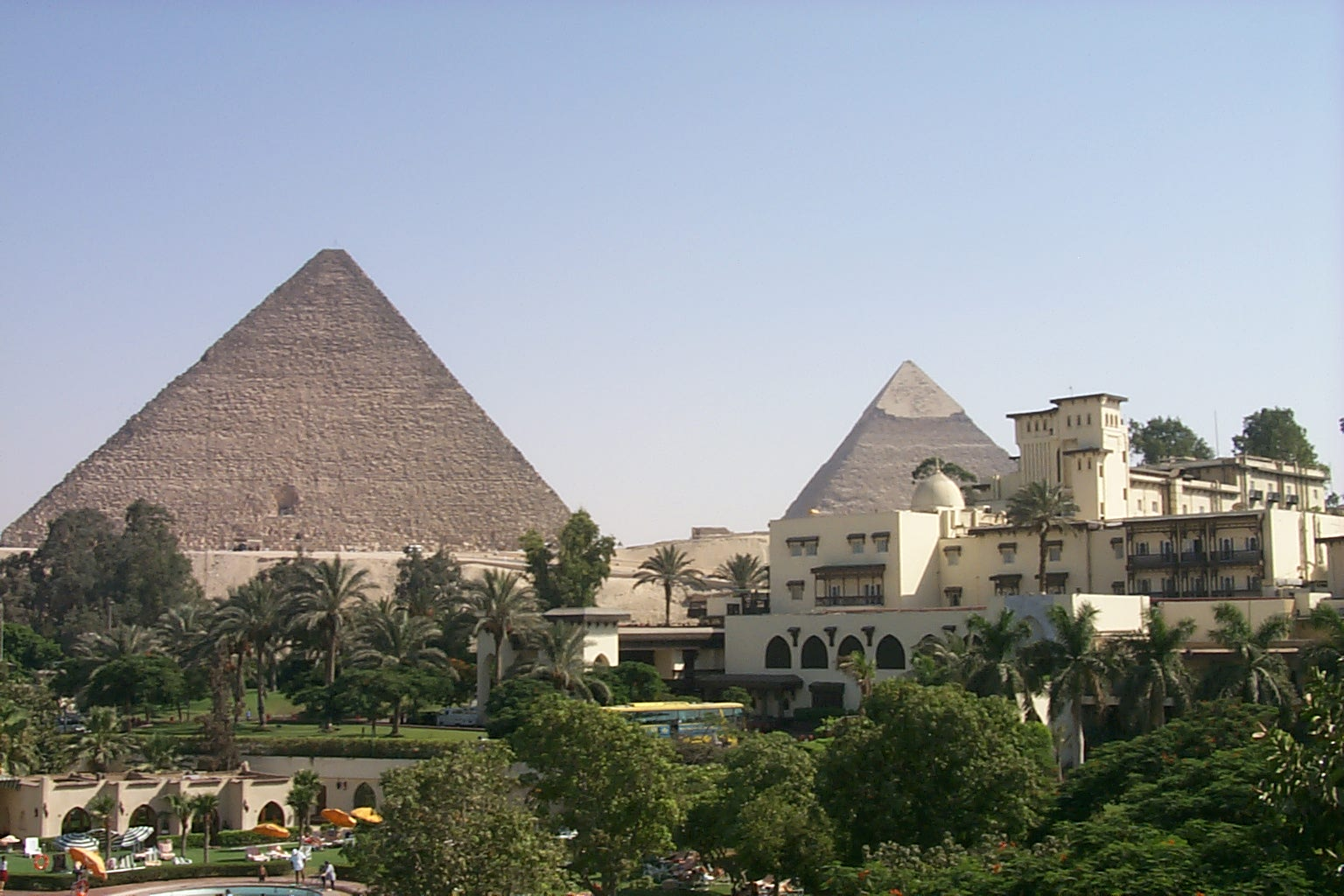
فندق مينا هاوس
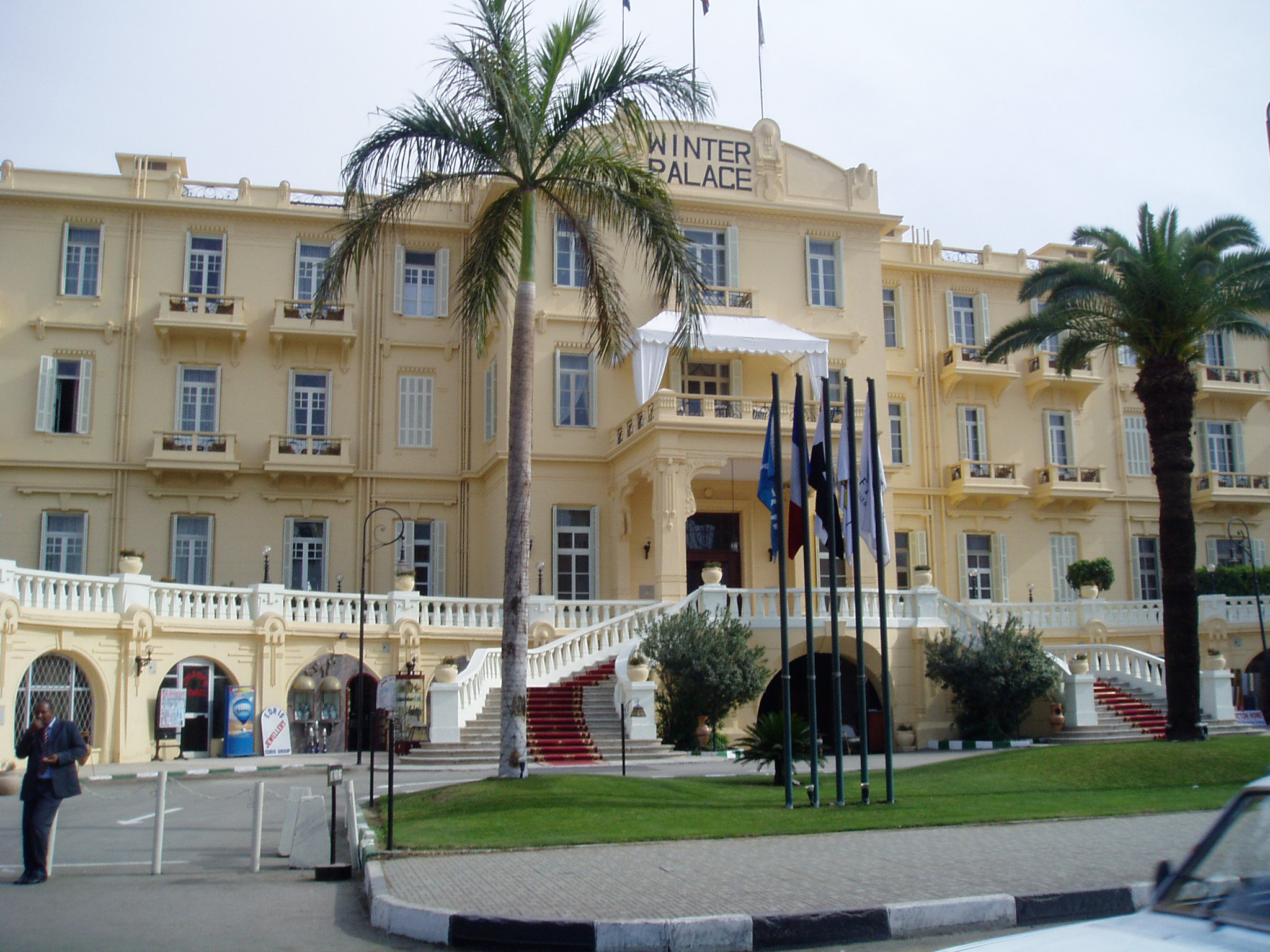
فندق وينتر بالاس
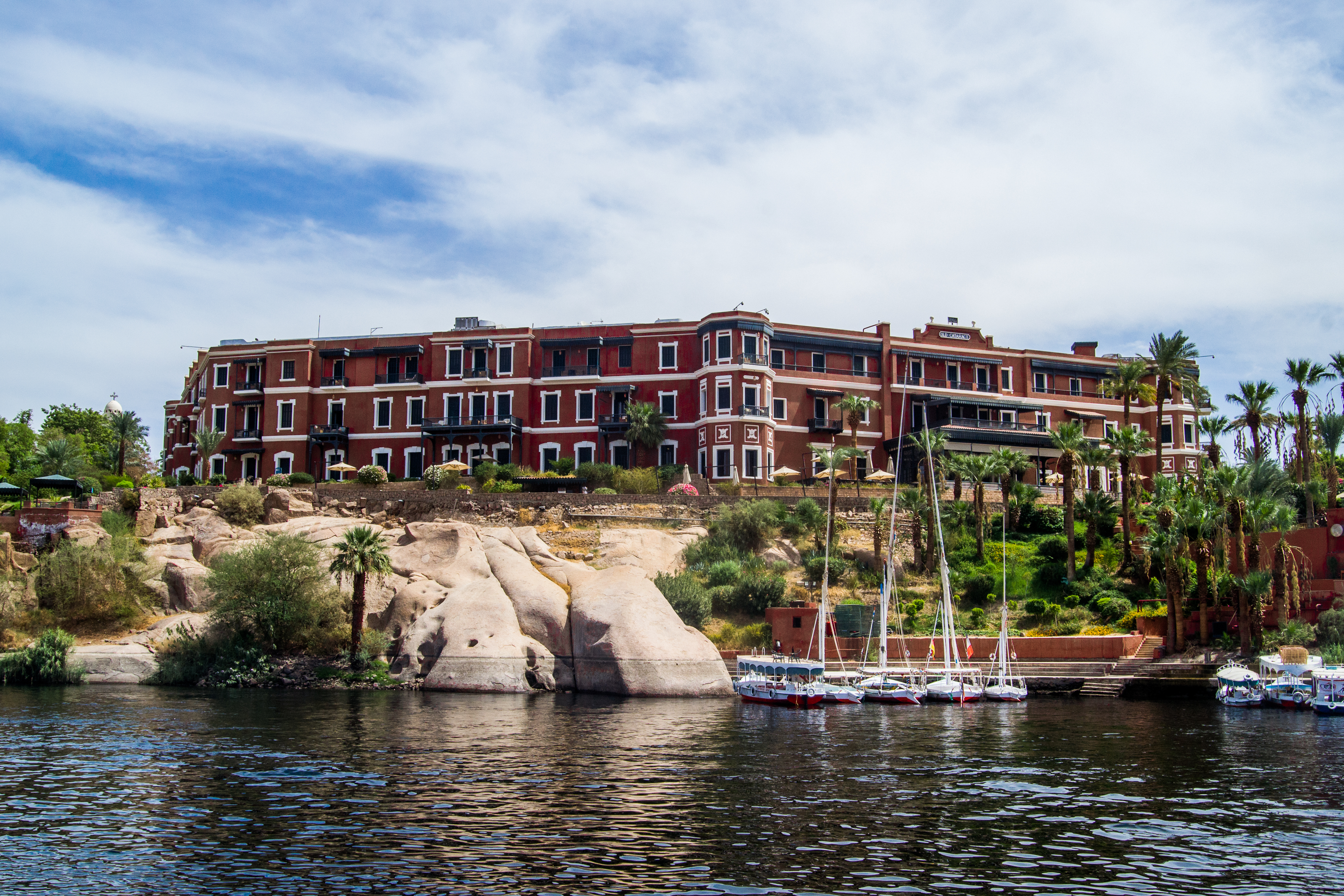
فندق كتراكت
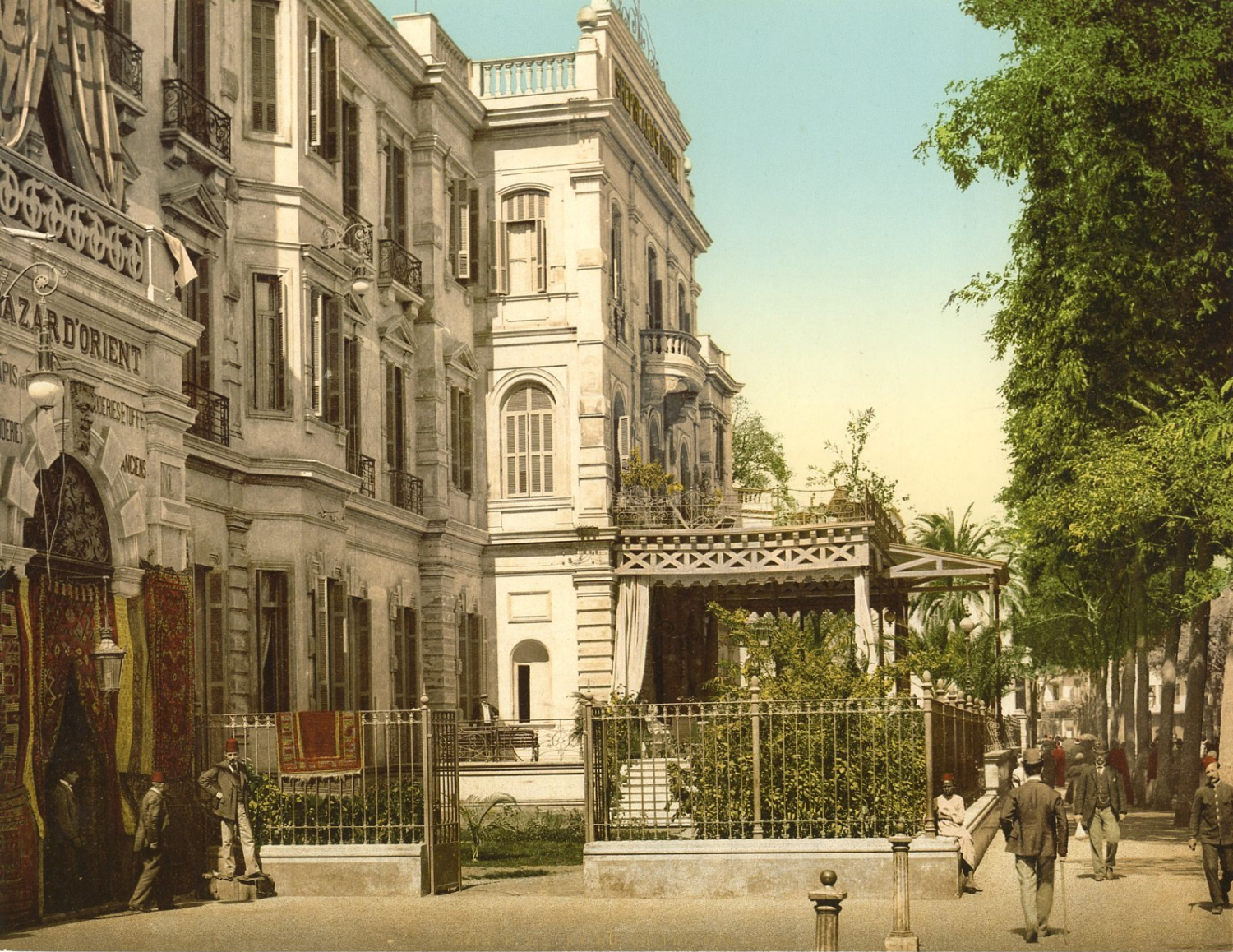
فندق شبرد
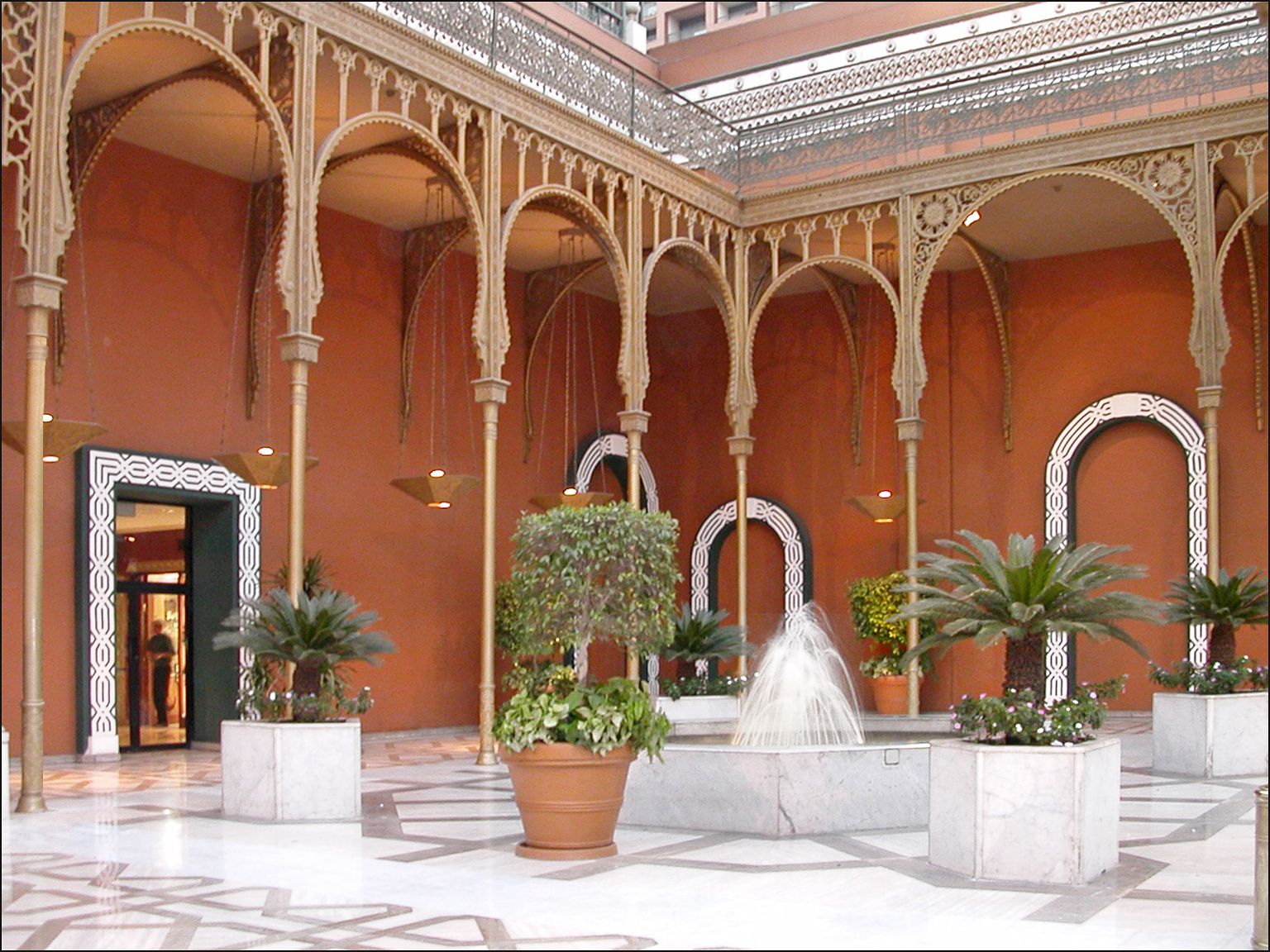
فندق ماريوت
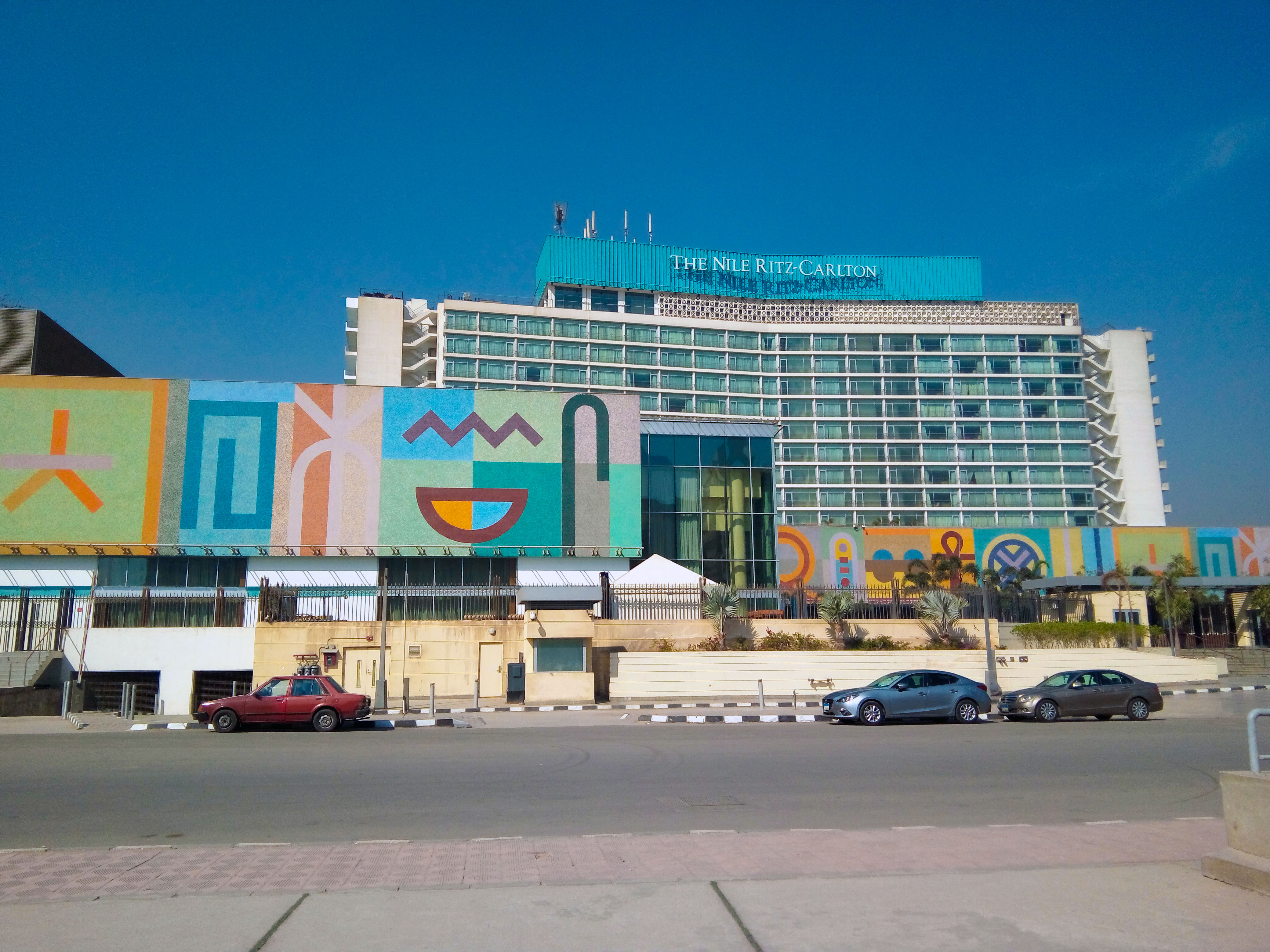
فندق نايل ريتز كارلتون
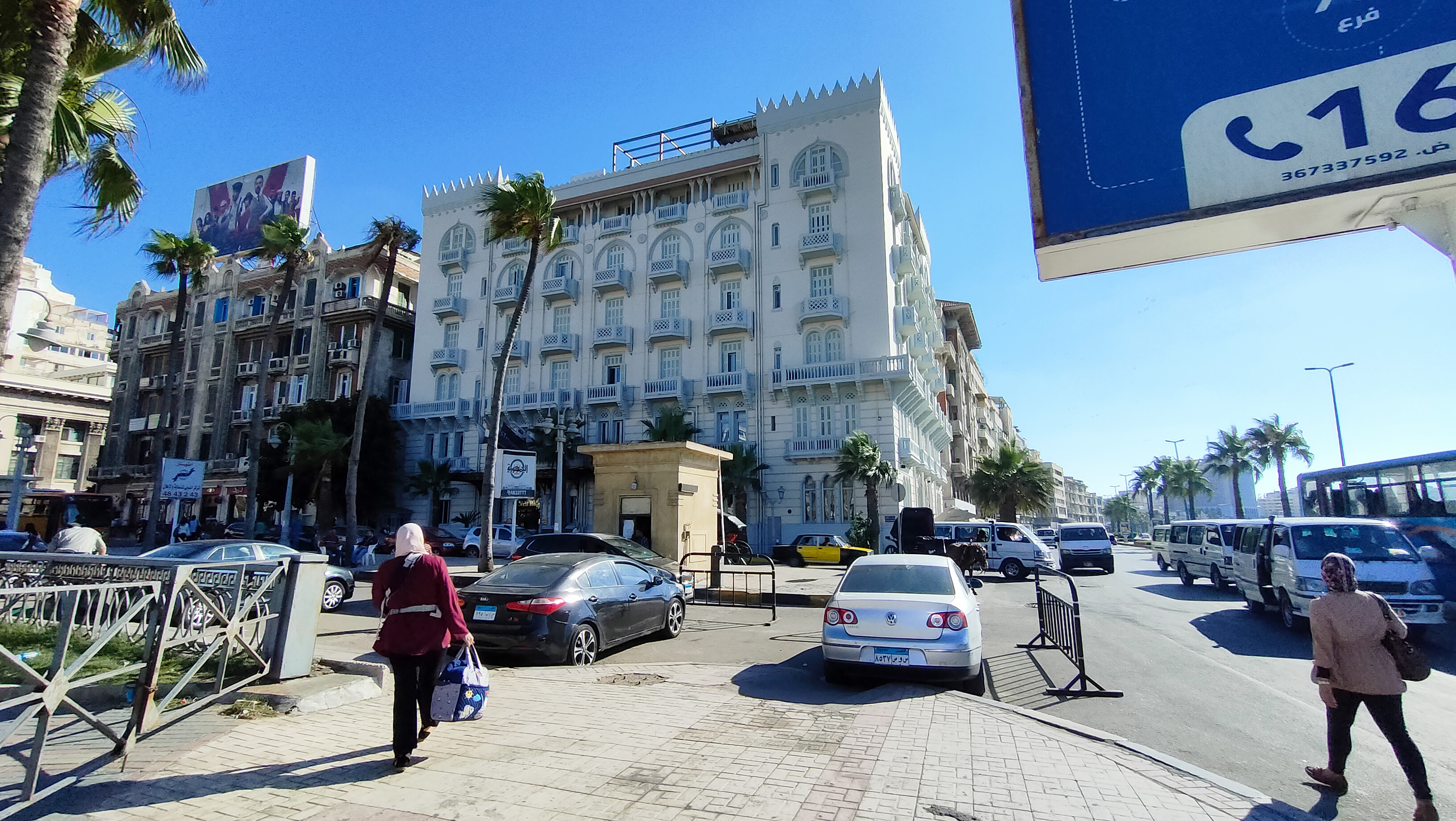
فندق سيسل
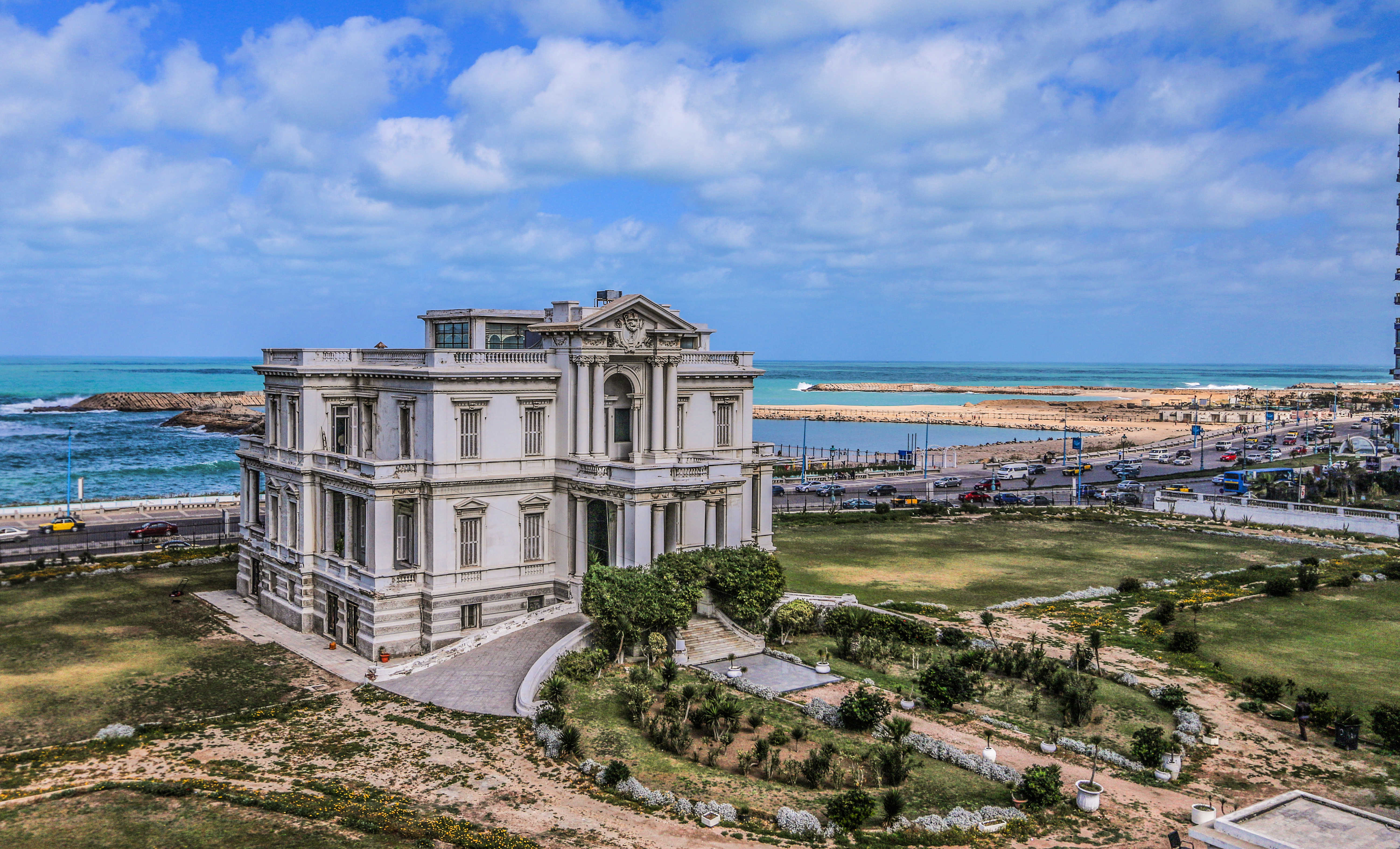
قصر عزيزة فهمي

## وصلات خارجية
- الموقع الرسمي للشركة.
- الصفحة الرسمية للشركة على موقع فيس بوك.